# Talrör

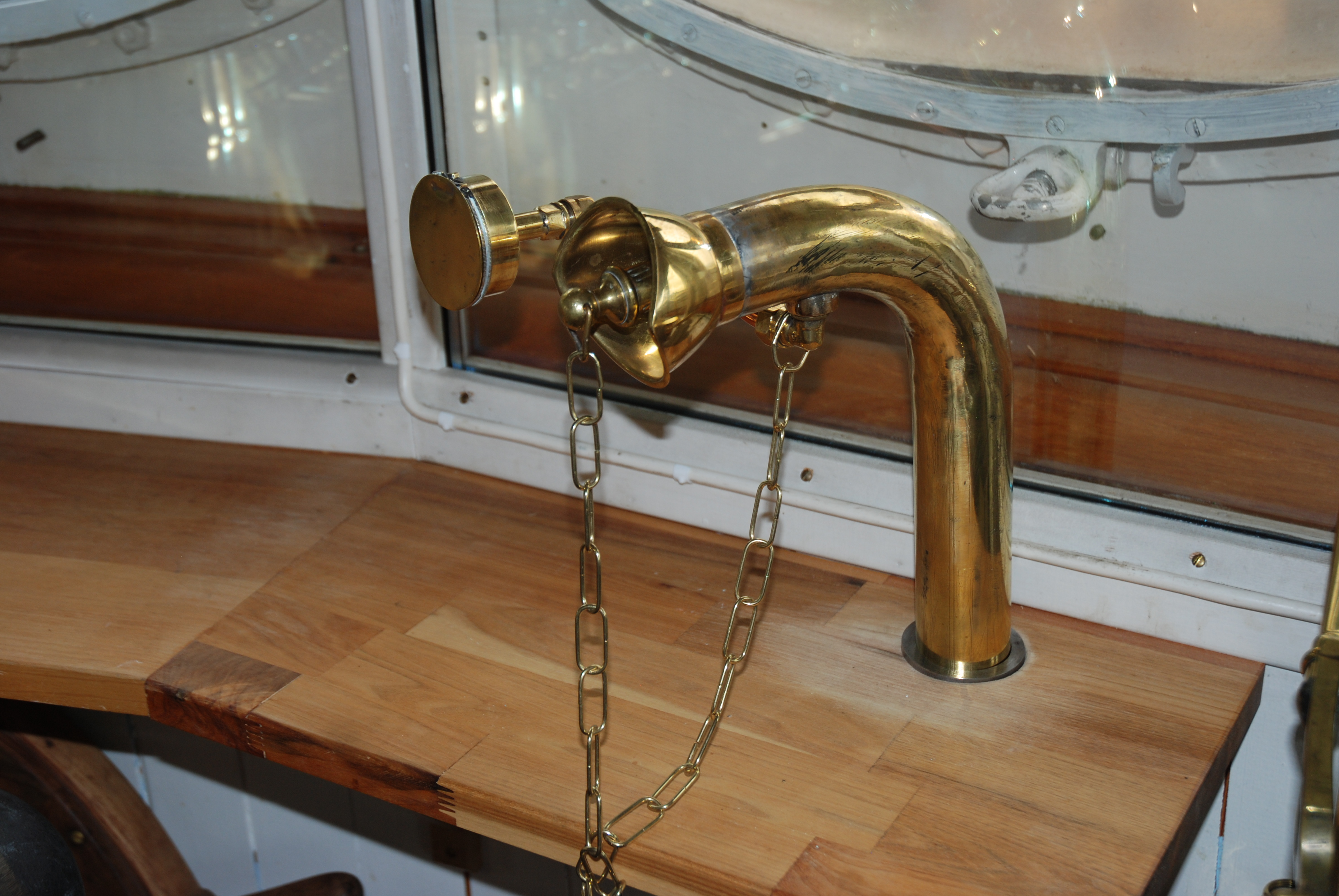
Kommandobryggan; ena ändan av talröret mellan bryggan och maskinrum på S/S Orion

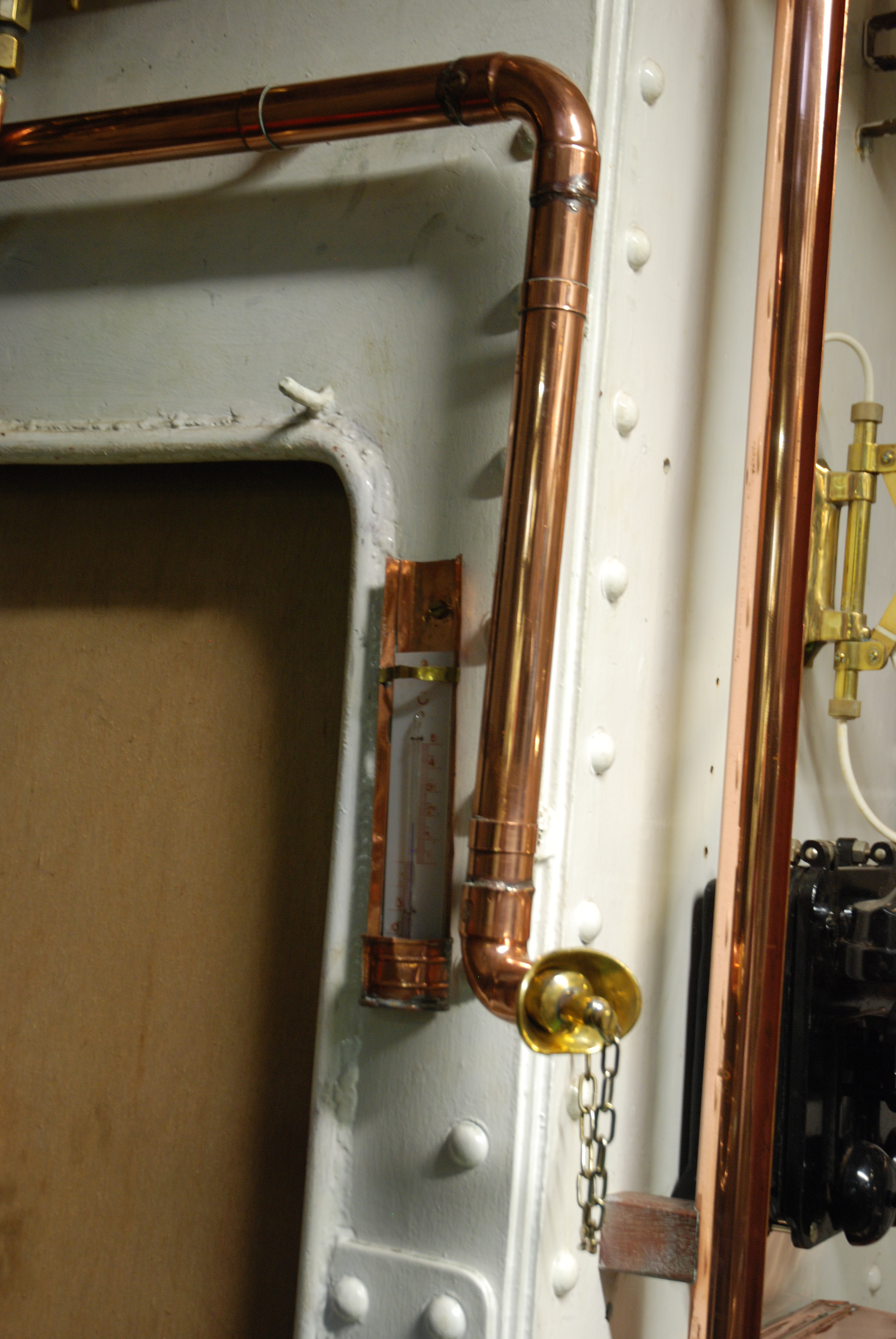
Maskinrummet; andra ändan av talröret mellan bryggan och maskinrummet på S/S Orion

Talrör, med äldre benämning pneumatisk telegraf, är en apparat för röstöverföring över en kort sträcka mellan två rum eller separata utrymmen.
Ett talrör är ett metallrör med koniska trattar i bägge ändar för att överföra tal genom sammantryckning av luft i ett rör över ett begränsat avstånd med hinder emellan, till exempel mellan rum på olika våningar i en byggnad. Ett vanligt användningsområde för talrör var ombord på fartyg, särskilt för kommunikation mellan maskinrum och kommandobrygga. 
Ljudkvaliteten är ganska dålig och volymen relativt svag. Man måste därför lyssna med örat mot talrörets öppning om miljön i övrigt är bullrig. För att uppmärksamma personalen på att samtal i röret väntar, användes ett sekundärt signalsystem , till exempel en klocka med klocksträng eller en blåsning i visselpipa med lämplig frekvens i talröret.
Förutom i hem och kontor samt fartyg användes talrör i bilar mellan förare och passagere i särskild kupé. De har också använts i flygplan från instruktör till elev i flygplan där eleven satt framför instruktören. 
Talrör tillåter inte växel, utan kan användas enbart för kommunikation mellan två punkter. Det användes framförallt under 1800-talet och ersattes med icke nätansluten elektromekanisk telefoni av samma typ som porttelefoner. På fartyg och i andra transportmedel användes det även senare på grund av sin robusthet och att det inte kräver strömtillförsel. Det användes i nutid som redundant system i vissa krigsfartyg och även i andra fartyg för att ge order till maskinrum vid elavbrott.

## Fotogalleri

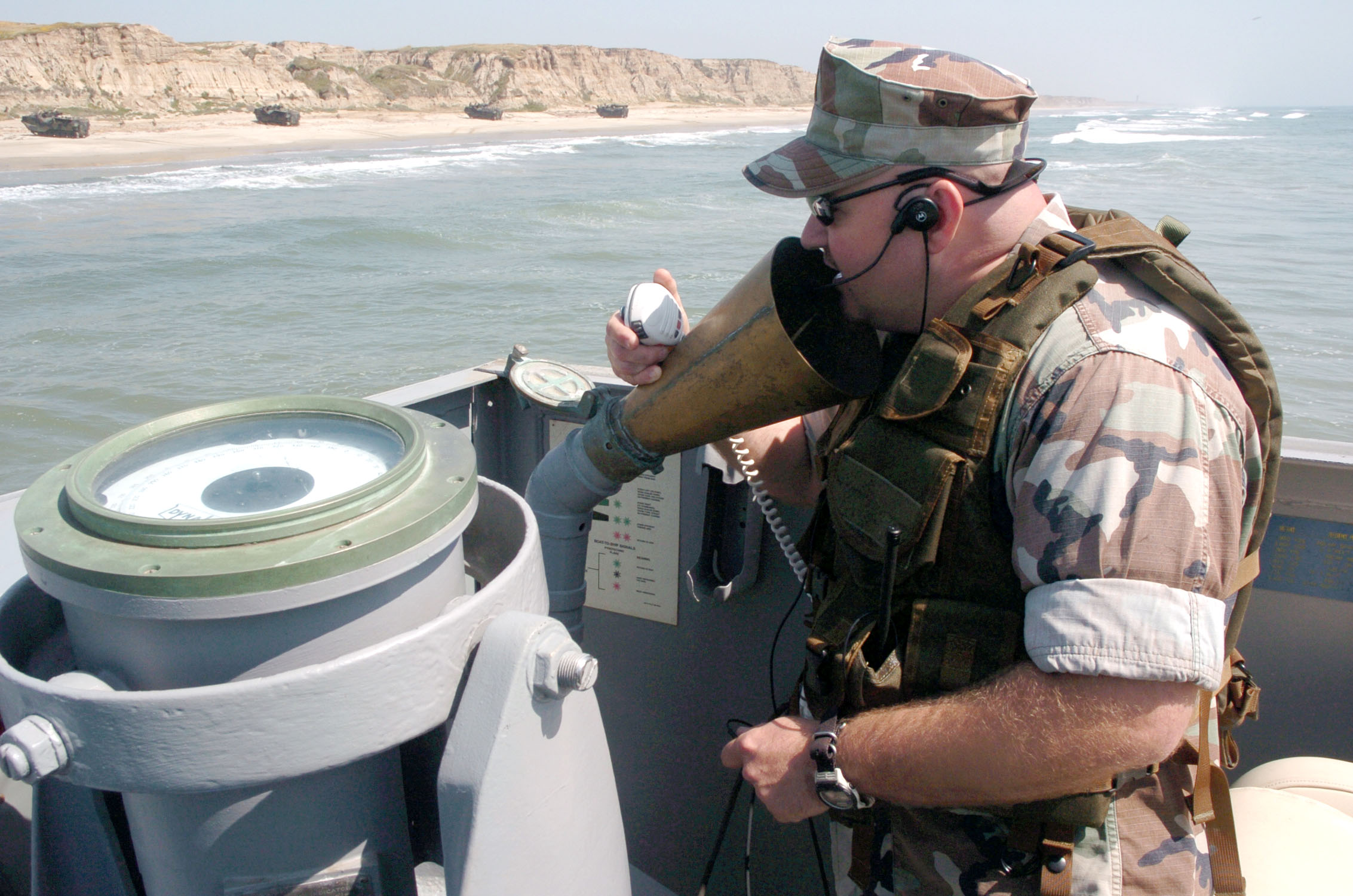
Talrör på ett modernt amerikanskt landstigningsfartyg 2005
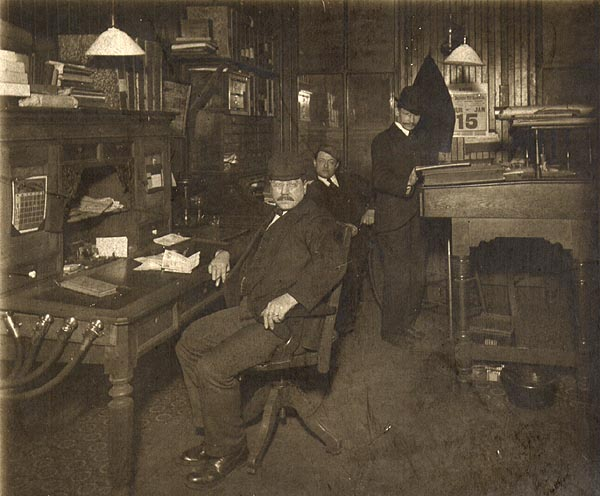
Batteri av talrör på ett kontor 1903